# 口水雞

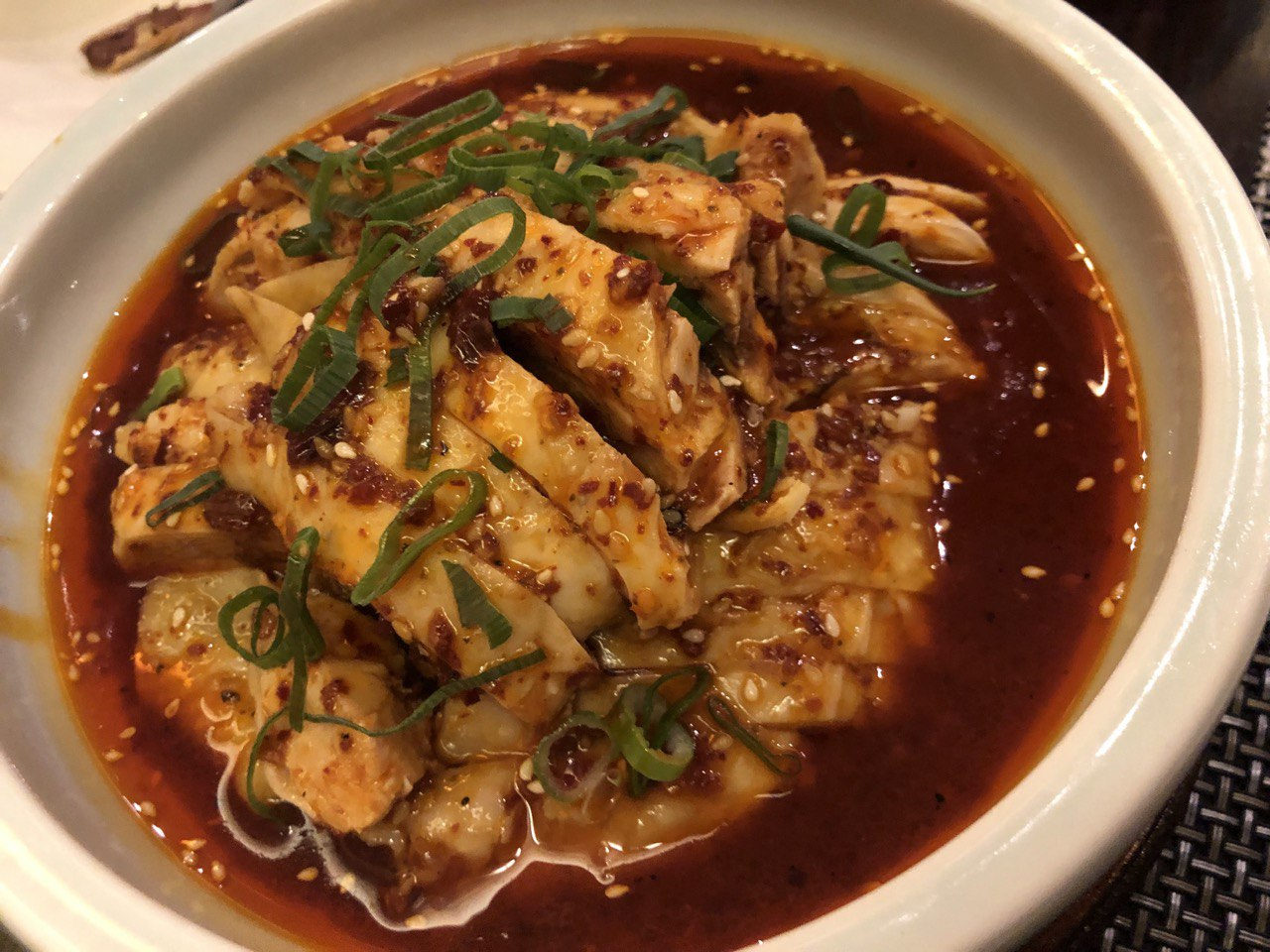
口水鸡

口水雞是四川常见的冷盤食品。属于川菜的一种。

## 常用材料
調味料有薑、蔥、蒜、鹽、糖、醋、酒醪、醬油、紅油、麻油、豆瓣醬、胡椒粉、花椒、辣椒粉和辣椒乾等。

## 名稱起源
1980年代後期，湖北人劉興在重慶將四川的涼拌雞餚改良，製成的新菜色。並以郭沫若《洪波曲》：「少年時代在故鄉四川吃的白砍雞，白生生的肉塊，紅殷殷的油辣子海椒，現在想來還口水長流……。」為典故起名。
口水雞的特色是入口初則甜中帶辣，辣而不嗆。次則辣中帶香，香中帶麻，雞肉入口細嫩幼滑。